# Bandera de Bulgària
La bandera de Bulgària consta de tres franges horitzontals de la mateixa mida, blanca la superior, verda la central i vermella la inferior. El blanc representa la pau, el verd al·ludeix a la fertilitat de les terres búlgares i el vermell hi és pel coratge del poble. La bandera va ser adoptada inicialment el 16 d'abril de 1879. Posteriorment, va patir canvis menors, fins a la seva última modificació, que va ser adoptada el 27 de novembre de 1990. En l'actualitat, el disseny de la bandera búlgara i el seu protocol estan especificats en el capítol 2 de la «Llei sobre el Segell Estatal i la Bandera Nacional de la República de Bulgària», promulgada el 25 de maig de 1998.

## Construcció i dimensions

Plantilla per fabricar la bandera.

### Colors
L'apèndix 2 de la Llei sobre el Segell Estatal i la Bandera Nacional de la República de Bulgària especifica els colors quan la bandera està cosida amb teixit o impresa sobre paper.
La llei no especifica quins valors de color s'han d'utilitzar en les representacions digitals de la bandera. El lloc web de l'administració pública búlgara recomana colors aproximats.
| Model de color    | Blanc                   | Verd (digital) | Vermell (digital) | Verd (teixit)     | Vermell (teixit)    |
| ----------------- | ----------------------- | -------------- | ----------------- | ----------------- | ------------------- |
| Pantone (digital) | Blancor superior al 80% | 347 U          | 032 U             | -                 | -                   |
| Pantone (teixit)  | Blancor superior al 80% | -              | -                 | 17-5936 TCX       | 18-1664 TCX         |
| RGB               | 255, 255, 255           | 0, 153, 0      | 204, 0, 0         | 0, 150, 110       | 214, 38, 18         |
| CMYK              | 0-0-0-0                 | 100-0-100-0    | 0-100-100-0       | 100-0-26,67-41,18 | 0-82,24-91,59-16,18 |
| HTML              | #FFFFFF                 | #009900        | #CC0000           | #00966E           | #D62612             |

## Història
Les primeres banderes que representaven Bulgària es remunten al començament del segle xix, a l'època de dominació otomana. Aquestes banderes utilitzaven principalment els colors del paneslavisme, moviment que defensava la unió dels pobles eslaus d'Europa: blanc, blau i vermell, imitant els colors de la bandera de Rússia. Quan Bulgària va assolir la seva independència el 1878, va ser adoptada la bandera russa, però la franja central va ser substituïda pel verd, com a referència al desenvolupament de Bulgària com un país agrícola.
El Principat de Bulgària (des de 1908, Regne de Bulgària) utilitzava l'actual bandera, mentre que en la bandera mercant si afegia al cantó un lleó rampant daurat sobre fons vermell, que representava la reialesa. Quan es va establir la República Popular de Bulgària, se l'hi va afegir a la bandera l'escut d'armes, el qual va sofrir canvis menors el 1967 i 1971. Després de la fi del règim comunista el 1990, va ser eliminat l'escut de la bandera i es van deixar únicament les franges.

Bandera usada entre el 22 de febrer de 1878 i el 27 de maig de 1944.
República Popular de Bulgària (1946-1948).
República Popular de Bulgària (1948-1967).
República Popular de Bulgària (1967-1971).
República Popular de Bulgària (1971-1990).